# Röhl
Röhl is een plaats in de Duitse deelstaat Rijnland-Palts, en maakt deel uit van de Eifelkreis Bitburg-Prüm.
Röhl telt 447 inwoners.

## Bestuur
De plaats is een Ortsgemeinde en maakt deel uit van de Verbandsgemeinde Bitburger Land.

## Geboren
- Jean Neumanns (1888-1973), Luxemburgs kunstschilder

Verbandsvrije stad:  Bitburg